# Oxira ochreavirgata
Oxira ochreavirgata là một loài bướm đêm trong họ Noctuidae.